# Иљменски Словени
Иљменски Словени, Словени, Иљмени, Новгородски Словени, Новгороци или Северни Словени (рус. словене, ильменские словене) били су најсеверније племе старих Источних Словена, које је од 8. до 10. века насељавало обале језера Иљмен и слив река Волхов, Ловат, Мста и горњег тока реке Молога. Били су староседеоци области у чијем средишту се налазио град Новгород. Према неким истраживачима Новгород је једна од области које су део прадомовине старих Словена и Руса.
Главна средишта Иљменских Словена били су градови Новгород и Руса, који су настали у 9—10 веку. Новгород је временом постао средиште Новгородске републике.